# Valdir Antônio Taddei

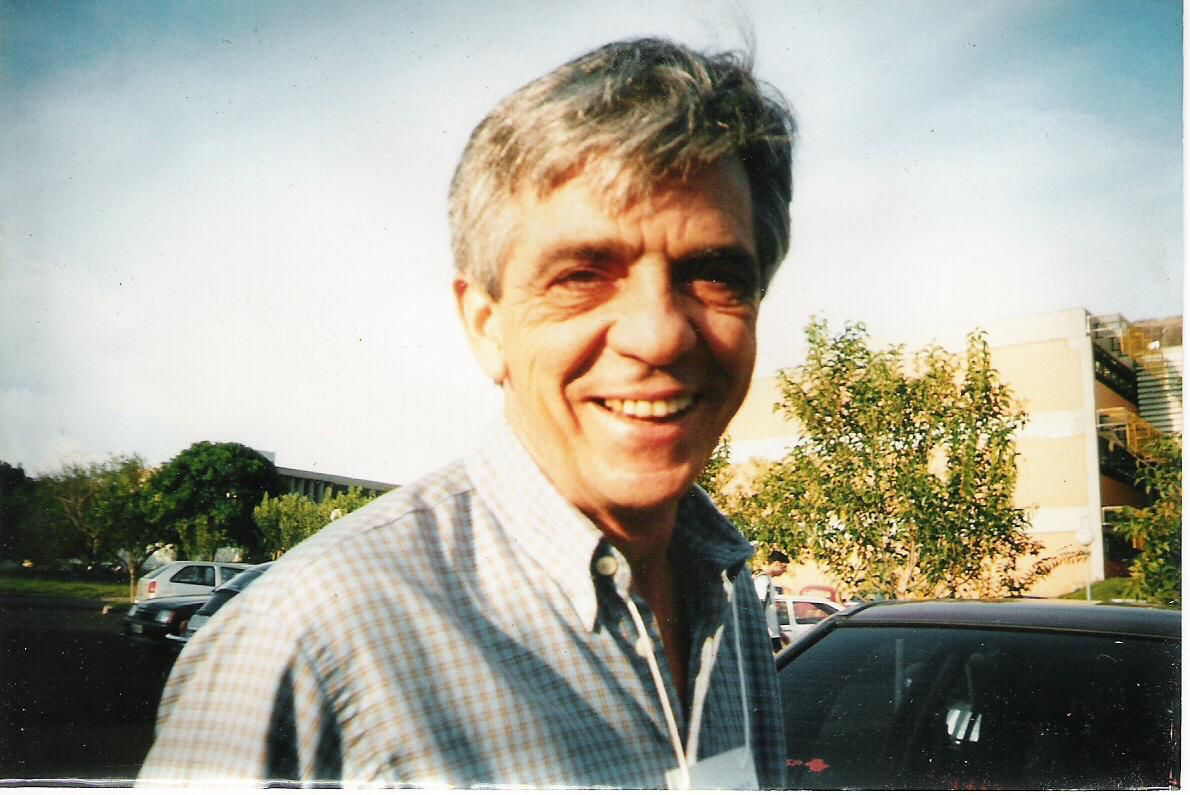
Valdir Antônio Taddei

Valdir Antônio Taddei (* 1. Januar 1942 in São José do Rio Preto, São Paulo; † 7. August 2004 ebenda) war ein brasilianischer Biologe und Mammaloge, der sich vornehmlich mit der brasilianischen Fledermausfauna befasste.

## Leben
Taddei absolvierte von 1963 bis 1966 sein Grundstudium in Naturgeschichte an der Universidade Estadual Paulista (UNESP). Sein Doktoratsstudium, das er 1967 an derselben Universität begann, schloss er 1973 unter der Leitung von Luiz Dino Vizotto mit der Dissertation Phyllostomidae da região norte-ocidental do Estado de São Paulo ab.
Von 1970 bis 1997 war Taddei Professor für Zoologie am Institut für Biowissenschaften, Sprachen und Exakte Wissenschaften der Universidade Estadual Paulista. Ab 2001 koordinierte er als Professor emeritus bis zu seinem Tod den Masterstudiengang für Umwelt und regionale Entwicklung der Universidade para o Desenvolvimento do Estado e da Região do Pantanal (UNIDERP) in Campo Grande, Mato Grosso do Sul mit Schwerpunkt auf der biologischen Vielfalt und der nachhaltigen Entwicklung des Pantanal und der Cerrado. Er war Mitarbeiter am Umweltinformationssystem des Biota-Programms und fungierte als Ad-hoc-Berater der Stiftung Fundação de Amparo à Pesquisa do Estado de São Paulo (FAPESP).
Im Jahr 1978 war Taddei einer der Gründer sowie Vizepräsident der Sociedade Regional de Ecologia. 
Taddei veröffentlichte etwa 50 wissenschaftliche Artikel und Buchkapitel, wovon vor allem eine Reihe von Artikeln über die Taxonomie und das Fortpflanzungsverhalten der Lanzennasen (Phyllostominae) aus dem Nordwesten des Bundesstaates São Paulo hervorsticht. Weitere Veröffentlichungen umfassen einen Schlüssel zur Bestimmung der Fledermäuse, die in Brasilien vorkommen sowie eine Reihe von Abhandlungen über die Verbreitung und Taxonomie der Lonchophyllinae.
Taddei trug eine der bedeutendsten Fledermaus-Sammlungen aus dem Südosten Brasiliens zusammen und kuratierte diese. 
In Zusammenarbeit mit Ivan Sazima und Vizotto beschrieb Taddei 1978 und 1983 die Bokermann-Nektarfledermaus (Lonchophylla bokermanni) und die Dekeyser-Nektarfledermaus (Lonchophylla dekeyseri) aus der Unterfamilie Lonchophyllinae. 2010 wurde posthum seine Erstbeschreibung zur Vizotto-Großaugenfledermaus (Chiroderma vizottoi) veröffentlicht.
Taddei starb am 7. August 2004 im Alter von 62 Jahren an Lungenkrebs.

## Ehrungen und Dedikationsnamen
1989 wurde Taddei Ehrenmitglied bei Bat Conservation International. 1998 wurde er auf der 11. International Bat Research Conference in Anerkennung seiner hervorragenden Beiträge zur Chiropterologie gewürdigt. 2008 ehrten João Miranda, Itiberê P. Bernardi und Fernando C. Passos Taddei im Artepitheton der Taddei-Breitflügelfledermaus (Eptesicus taddeii).